# 호엔촐레른플라츠역 (베를린)
호엔촐레른플라츠역(U-Bahnhof Hohenzollernplatz)은 베를린 샤를로텐부르크빌머스도르프구 빌머스도르프에 있는 U3의 역이다. 원래는 호엔촐레른 광장(Hohenzollernplatz)의 가장자리로 출입구가 향했으나, 현재는 호엔촐레른담(Hohenzollerndamm)의 중앙 교통섬으로 출입구가 이어진다.

## 역사
이 역은 비텐베르크플라츠-틸플라츠간 빌머스도르프-달렘 도시철도(Wilmersdorf-Dahlemer-Untergrundbahn) 건설 당시에 건설되었다. 당시 독립 지자체였던 빌머스도르프는 지하철역을 화려하게 설계하여 연선상의 신시가지를 홍보하고 독자적인 모습을 보이려고 했다. 1909년부터 1913년까지 건설되었으며 역사 설계는 빌헬름 라이트게벨(Wilhelm Leitgebel)이 담당했다. 이 역은 당시 건설된 구간의 역사 중 가장 예산이 많이 소요된 역이었다.
당시 출입구 두 곳은 호엔촐레른플라츠 중앙으로 이어졌으며, 양쪽으로는 전등 자리가 있는 대리석 기둥을 설치했다. 전등 자리 위쪽에는 1913년에 로베르트 코른(Robert Korn)이 제작한 독수리 동상이 설치되어 있다. 출입문은 연철 소재로 제작되었으며, 호엔촐레른 가문을 상징하는 독수리 및 문장에서 디자인 요소를 채용했다. 대합실은 독수리 문양으로 장식했고 모자이크 타일로 마감되었다. 역사 디자인은 호엔촐레른성의 요소를 채용했다.
섬식 승강장이 설치되어 있다. 승강장 바닥은 아스팔트로 포장되어 있었으며, 2011년 여름에 점자 블록을 설치하면서 밝은 화강암재로 교체되었다. 2012년 4월부터 엘리베이터 운영이 시작되었다. 역 보수 공사는 2012년 9월까지 진행되었다. 이 과정에서 서쪽 출입구에 있었던 독수리상이 원래 위치로 되돌아갔다. 역사 외벽에는 호엔촐레른성의 사진이 게시되어 있다. 역 건설 당시의 요소 중 현재까지 존재하는 것은 금속제 소화전함, 기계식, 상점이다.

## 인접 철도역
베를린 버스 249번과 환승할 수 있다.
| 베를린 지하철 3호선                | 베를린 지하철 3호선 | 베를린 지하철 3호선                       |
| ---------------------------------- | ------------------- | ----------------------------------------- |
| 페어벨리너 플라츠 크루메 랑케 방면 | U3                  | 슈피헤른슈트라세 바르샤우어 슈트라세 방면 |

## 참고 문헌
- Biagia Bongiorno: Verkehrsdenkmale in Berlin – Die Bahnhöfe der Berliner Hoch- und Untergrundbahn, Michael Imhof Verlag, Berlin 2007, ISBN 978-3-86568-292-5; S. 110 f.